# Teresa Sánchez-Gavito
MaríaTeresa Sánchez-Gavito y Perdomo (Madrid, 19 de junio de 1918- Pozuelo de Alarcón, julio de 2000) fue una pintora española de origen asturiano.

## Trayectoria
Hija del compositor José Sánchez-Gavito y María Luisa Perdomo de Guzmán, a los once años inició el Bachillerato en el Instituto Cardenal Cisneros, que continuó luego en el Instituto Velázquez y lo finalizó al inicio de la Guerra civil española. En esta época se mudó con su familia a San Sebastián, donde empezó a dibujar en la Escuela de Artes y Oficios de San Sebastián como alumna del Catedrático y pintor vasco José Cobreros Uranga.
Vivió seis meses en México y volvió a Madrid en 1939 para matricularse en la Escuela de Bellas Artes de San Fernando. Al terminar la carrera entró en el estudio de Eduardo Chicharro de la calle Bárbara de Braganza.
En 1945, por encargo del Consejo Superior de Investigaciones Científicas, pintó los frescos exteriores e interiores de la capilla de Nuestra Señora de las Nieves en la Universidad de Verano de Jaca, en Huesca.
Entre 1944 a 1949 realizó dos exposiciones en Madrid. Este mismo año viajó a Montevideo, Uruguay, donde trabajó para el galerista vienés Richard Schmal y regresó a Madrid.  
En una de estas exposiciones El Alcázar, 7 de abril, la ponía como ejemplo de buena pintora, similar a sus artistas coetáneos masculinos:

De todo lo expuesto es una excepción María Teresa Sánchez Gavito que, en su última exposición, por la extensión y la intensidad de su obra, nos dice el resultado mejor que una mano femenina puede obtener en pintura: pintar como un hombre. Nadie diría viendo varios lienzos de esta última exposición que su impulso y su posterior realización se deben a una mano femenina.

De ella dijo el crítico de arte Ramón Faraldo en "Los pintores del año 1949":

María Teresa Sánchez Gavito es otro ejemplo de artista dotada, exigente consigo misma, escrupulosa con lo que quiere y con lo que no quiere. Su tentativa es de las más difíciles y de las más nobles: esta tentativa pretende conjugar las calidades coloristas modernas con los conceptos clásicos de composición y de oficio. De ella va
naciendo una personalidad plástica vigorosa, clásica y contemporánea a un tiempo.

Al casarse estableció su estudio y residencia en Pozuelo de Alarcón. Se dedicó a la pintura de forma ininterrumpida hasta el año 1982, cuando contrajo una enfermedad que no superó hasta ser intervenida quirúrgicamente del corazón en 1987.
Una vez recuperada, volvió a Madrid, donde en 1990 realizó su última exposición. Un año después abandonó definitivamente la pintura por razones de edad y salud.

## Obra en museos y colecciones
- El Museo de Arte Contemporáneo de Madrid, NMAC, atesora diez de sus obras.[5]
- Su cuadro 'Conversión de la Magdalena' forma parte de las colecciones del Museo Nacional Centro de Arte Reina Sofía, MNCARS, y actualmente está en la capilla del Instituto San Isidro de Madrid.[6]

## Premios y reconocimientos
- Tercera Medalla en la Exposición Nacional de Bellas Artes de 1948.[2][7]
- Premio Excelentísima Diputación de Madrid en 1955.[8]
- Medallas de Oro, Plata y Bronce en los Salones de Otoño.[6]